# テレポート (福島テレビ)
『テレポート』は、福島テレビで1998年3月30日から2000年3月31日までに放送された夕方ワイド番組。ステレオ放送を実施。

## 概要
1998年3月30日に、『テレポート525』の後番組かつ『FNNスーパーニュース』開始によりスタート。
本番組は月曜日から土曜日まで『FTVスーパーニュース』を内包したオムニバスワイド番組であり、2000年4月からは本番組の内容を継承した『Lばんテレポート』がスタートさせた。

## 放送時間
- 1998年3月30日 - 1999年10月2日：月 - 土曜日 17:25 - 18:55（日本時間、90分）
- 1999年10月4日 - 2000年3月31日：月 - 金曜日 17:25 - 19:00（日本時間、95分）、土曜日 17:25 - 18:55（日本時間、90分）
  - 1999年10月以降、平日は『お天気リポート』も内包。

## 出演者

### 17時台キャスター
| 期間      | 期間      | 男性            | 男性           | 女性            | 女性           |
| 期間      | 期間      | 月曜日 - 木曜日 | 金曜日・土曜日 | 月曜日 - 木曜日 | 金曜日・土曜日 |
| --------- | --------- | --------------- | -------------- | --------------- | -------------- |
| 1998.3.30 | 1999.10.2 | 金井淳郎        | 原國雄         | 原田幸子        | 荒井律         |
| 1999.10.4 | 2000.4.1  | 高橋雄一        | 高橋雄一       | 浜中順子        | 浜中順子       |

### 18時台キャスター
- FTVスーパーニュース#キャスターを参照。